# Pandalidae
Pandalidae is een familie van kreeftachtigen uit de klasse van de Malacostraca (hogere kreeftachtigen).

## Geslachten
- Anachlorocurtis Hayashi, 1975
- Atlantopandalus Komai, 1999
- Austropandalus Holthuis, 1952
- Bitias Fransen, 1990
- Calipandalus Komai & Chan, 2003
- Chelonika Fransen, 1997
- Chlorocurtis Kemp, 1925
- Chlorotocella Balss, 1914
- Chlorotocus A. Milne-Edwards, 1882
- Dichelopandalus Caullery, 1896
- Dorodotes Spence Bate, 1888
- Heterocarpus A. Milne-Edwards, 1881
- Miropandalus Bruce, 1983
- Notopandalus Yaldwyn, 1960
- Pandalina Calman, 1899
- Pandalopsis Spence Bate, 1888
- Pandalus Leach, 1814 [in Leach, 1813-1814]
- Pantomus A. Milne-Edwards, 1883
- Peripandalus de Man, 1917
- Plesionika Spence Bate, 1888
- Procletes Spence Bate, 1888
- Pseudopandalus Crosnier, 1997
- Stylopandalus Coutière, 1905